# Oxypoda nigricornis
Oxypoda nigricornis är en skalbaggsart som beskrevs av Victor Ivanovitsch Motschulsky 1860. Oxypoda nigricornis ingår i släktet Oxypoda, och familjen kortvingar. Arten är reproducerande i Sverige.